# Sobór Przemienienia Pańskiego w Narwie
Sobór Przemienienia Pańskiego – prawosławny sobór w Narwie, wzniesiony w XV w. jako kościół rzymskokatolicki, następnie od XVI do XVIII w. protestancki, zniszczony w 1944.

## Historia
Świątynia została zbudowana w XIV w. jako kościół rzymskokatolicki pod wezwaniem Najświętszej Maryi Panny. W XVI w. przejęli ją protestanci, nadając jej jako patrona Jana Jerozolimskiego. Nabożeństwa w obiekcie odbywały się w języku niemieckim, dla odróżnienia od innej świątyni luterańskiej w mieście, gdzie obowiązywał język szwedzki.
Po przyłączeniu Narwy do Rosji oba znajdujące się w mieście kościoły protestanckie zostały zamienione na prawosławne cerkwie. Powtórna konsekracja dawnego kościoła św. Jana, przemianowanego na sobór Przemienienia Pańskiego, miała miejsce 29 czerwca 1708. Na uroczystości był obecny Piotr Wielki. Przypuszczalnie w przebudowie luterańskiej świątyni na cerkiew brał udział Domenico Trezzini.
Sobór został zniszczony podczas walk o Narwę w 1944. Po II wojnie światowej rozebrano również jego ruiny. Z wyposażenia budynku ocalał XVII-wieczny krucyfiks, który przeniesiono do soboru Zmartwychwstania Pańskiego w Narwie. Ten element wyposażenia świątyni został w niej zachowany w XVIII w. wbrew nakazowi Świętego Synodu i mimo faktu, że jego wygląd nie odpowiada prawosławnej tradycji. Według legendy podczas wynoszenia z obiektu dawnego wyposażenia sam Piotr Wielki nakazał pozostawienie krucyfiksu na swoim miejscu.

## Architektura
Obiekt sakralny wzniesiony został w stylu gotyckim i był trójnawową bazyliką ze sklepieniem krzyżowym, od strony południowej opierającą się na rzędzie przypór. Zbudowano go na planie kwadratu. Zmiany w jego architekturze i rozplanowaniu zaszły po zaadaptowaniu pierwotnego kościoła na cerkiew, co wiązało się ze wzniesieniem drugiego pomieszczenia ołtarzowego (poświęconego św. Mikołajowi). Inwestycję tę sfinansował kupiec Diemid Diemidow. We wnętrzu znalazł się wówczas barokowy dwurzędowy ikonostas oraz boczne ikony w kiotach ustawionych pod gotyckimi filarami. Główny ikonostas soboru w Narwie, którego głównym elementem były ogromne carskie wrota, mógł być prototypem analogicznej konstrukcji ustawionej w soborze Świętych Piotra i Pawła w twierdzy Pietropawłowskiej w Petersburgu. Główny ikonostas oraz drugi, ustawiony przed ołtarzem św. Mikołaja, mogły zostać wykonane w całości we Włoszech.